# Metiaki
Metiaki (en rus: Метяки) és un poble de la república de Sakhà, a Rússia, que en el cens del 2010 tenia 16 habitants, pertany al districte de Batagai.